# Juventus Italia Football Club
La Football Club Juventus Italia, meglio nota come Juventus Italia, è stata una storica squadra italiana di calcio con sede a Milano.
Ottenne il suo miglior risultato nel 1914-1915, quando si guadagnò il rango di squadra di Categoria "A".

## Storia
La Juventus Italia F.C. e lo Sport Club Italia, entrambe di Milano, erano le uniche società italiane ad avere la maglia tricolore. Per tale motivo, il club milanese veniva distinto colloquialmente dalla Juventus di Torino con l'appellativo i tricolori. La maglia era verde con risvolti rossi e colletto bianco.
Nel 1910 mossero i primi passi due società giovanili distinte: la Juventus Studenti e l'Enotria F.C.. Entrambe giocavano in Piazza d'Armi, ovvero sull'attuale area del Portello su cui per più di 80 anni si svolse la Fiera Campionaria di Milano, ai tempi estrema periferia nord del comune di Milano.
Al gruppo dei giovani scapestrati in seguito si aggiunsero alcuni soci anziani, tra i quali Leopoldo Paltenghi (che ne divenne il presidente) ed il giovane figlio Cesare, centromediano e capitano. Il gruppo cambiò nome in Juventus Nova e, rafforzato dall'ingresso di diversi soci finanziatori, acquistò un terreno incolto attaccato al Vecchio Bersaglio, sempre al Portello.
Anche l'Enotria cambiò nome e diventò Italia F.C., prendendo un campo decente in viale Umbria angolo Calvairate, alla periferia sud-est di Milano. Fra le due squadre si accese una forte voglia di competere e rivalità che portò ad alternate vittorie dell'una o dell'altra, ma mai ad una netta prevalenza.
L'Italia F.C. vinse la Coppa Giovine Italia superando la Juventus Nova, ma fu l'ultimo incontro ufficiale. La Juventus Nova si aggiudicò nel 1910-1911 la Coppa Magenta, mentre l'Italia bissò il successo aggiudicandosi la Coppa Giovine Italia, la Coppa Crema ed una Coppa Lambro alla quale si era iscritto un bel gruppetto di squadre tutte milanesi.

### La fusione
Un socio molto intraprendente di entrambe le società pensò bene di proporre la fusione dei due sodalizi. Mancava poco all'inizio dei campionati lombardi di 3.a Categoria 1911-1912 ed una vittoria avrebbe spalancato la porta alla Prima Categoria, anche se questo non era previsto dal regolamento campionati, ma guadagnandosi il successo sul campo avrebbe fatto lievitare la considerazione presso le squadre maggiori verso i tricolori.
La proposta fu approvata, ma non fu accettata all'unanimità; dall'ex Italia si staccò un gruppetto di giovani che conservò la denominazione ed in seguito si trasformò nell'A.C. Enotria.
La società sorgente dalla fusione, la Juventus Italia F.C., fu di molto rinvigorita e, dopo aver vinto a Busto Arsizio il Trofeo Aurora messo in palio dalla Aurora di Busto Arsizio, disputò diversi tornei che la posero in evidenza quale più giovane compagine emergente nel panorama calcistico milanese. Fu inclusa nel lotto per l'ammissione al nuovo campionato di Promozione 1912-1913 in cui fece di tutto per rendere dura la vita al Nazionale Lombardia, ottenendo un significativo secondo posto invece di una vittoria sfuggita di mano a poche giornate dal termine, che comunque valse l'ingresso nell'olimpo delle "grandi".

### In Prima Categoria
Affrontò il campionato 1913-1914 con una squadra giovanissima, in media circa 19 anni, ed ottenne un significativo 8º posto in classifica, malgrado avesse disputato incompleta diverse partite importanti. Utilizzò i seguenti giocatori:
| - Egidio Fontana (portiere, 1895); - Mario Rossetti (portiere, 1896); - Giuseppe Di Sessa (terzino destro, 1894); - Giuseppe Sessa (terzino sinistro, 1895); - Cesare Paltenghi (terzino sinistro e centr-half, 1896); - Giuseppe Agostoni (terzino sinistro, 1893); - Wythe (mediano destro, 18??); - Umberto Milocco (mediano destro, 1893); - Giuseppe Gattoni (centr-half, 1893); | - Harris (mediano sinistro, 1889); - Coriolano Del Cero (mediano sinistro, 1891); - Piero Agostoni (ala destra, 1893); - Tolomeo Tognasso (mezzala destra, 1895); - Gian Antonio Maggi (mezzala destra, 1893); - Clemente Vitale (centravanti, 1896); - Roberto Cozzi (mezzala sinistra, 1893); - Emilio De Martino (mezzala sinistra, 1895); - Aldo Montanari (ala sinistra, 1896). |

Nella stagione 1914-1915 il club disputò la sua migliore stagione agonistica, qualificandosi con un ottimo 2º posto nel girone eliminatorio D (dietro solo al Milan) alle semifinali Nord. In semifinale i milanesi giunsero però solo quarti e ultimi dietro a Internazionale, Andrea Doria e Vicenza e non passarono il turno.
Dopo la guerra il club non riuscì a eguagliare la straordinaria stagione 1914-1915: nel 1919-1920 arrivarono solo terzi, mancando dunque la qualificazione alla fase successiva, e l'anno dopo non riuscirono a qualificarsi neanche al girone finale lombardo, venendo eliminati dalla Trevigliese.
Il club stava ormai attraversando una fase di declino e, nonostante al Campionato Italiano successivo non avessero partecipato le 24 maggiori squadre del Nord, avendo aderito alla C.C.I., i tricolori, rimasti fedeli alla F.I.G.C., non riuscirono ad approfittare dell'assenza delle "grandi", ottenendo un mediocre terzo posto nelle eliminatorie lombarde.

### In Seconda Divisione
A peggiorare la situazione ci pensò il Compromesso Colombo, la riforma dei campionati attuata nell'estate del 1922, che decretò la retrocessione del club lombardo in Seconda Divisione. La Juventus Italia sfiorò la promozione in massima serie nella stagione 1923-1924, arrivando quinta nel girone di finale (le prime due venivano promosse direttamente, mentre la terza e la quarta giocarono gli spareggi promozione contro due squadre di massima serie). Nella stagione successiva 1925-1926 la Juventus Italia mancò di un punto la salvezza e neppure la contestuale riforma dei campionati le fu di giovamento: la squadra perse la cadetteria e fu iscritta al nuovo torneo di Seconda Divisione Nord (l'odierna Serie C) organizzato dal Direttorio di Genova.
Inattiva a fine del campionato 1927-1928, la società abbandonò l'attività ufficiale per motivi non conosciuti.
Ricostituì la squadra di calcio a livello regionale, riaffiliandosi alla Lega Regionale Lombarda all'inizio della stagione 1947-1948, ma chiuse definitivamente col calcio a stagione terminata.